# Brignemont
Brignemont (em occitano:  Brinhemont) é uma comuna francesa na região administrativa da Occitânia, no departamento do Alto Garona. Estende-se por uma área de 21.96 km², com 380 habitantes, segundo o censo de 2018, com uma densidade de 17 hab/km².